# Узбекистан на летних Азиатских играх 2014
Узбекистан принимал участие в летних Азиатских играх 2014 года в Инчхоне (Республика Корея)

## Медалисты
| Медаль  | Спортсмен                                                                  | Вид спорта                | Дисциплина                              |
| ------- | -------------------------------------------------------------------------- | ------------------------- | --------------------------------------- |
| Золото  | Рустам Ассакалов                                                           | Борьба                    | Мужчины, греко-римская борьба, до 85 кг |
| Золото  | Бекзод Абдурахмонов                                                        | Борьба                    | Мужчины, вольная борьба, до 70 кг       |
| Золото  | Рашид Курбанов                                                             | Борьба                    | Мужчины, вольная борьба, до 74 кг       |
| Золото  | Джамиля Рахматова Анастасия Сердюкова Валерия Давидова Равиля Фархутдинова | Художественная гимнастика | Женщины, командное первенств            |
| Золото  | Светлана Радзивил                                                          | Лёгкая атлетика           | Женщины, прыжки в высоту                |
| Золото  | Екатерина Воронина                                                         | Лёгкая атлетика           | Женщины, семиборье                      |
| Золото  | Джасур Байкузиев                                                           | Тхэквондо                 | Мужчины, до 87 кг                       |
| Серебро | Дильшод Турдиев                                                            | Борьба                    | Мужчины, греко-римская борьба, до 71 кг |
| Серебро | Дильшод Чориев                                                             | Дзюдо                     | Мужчины, до 90 кг                       |
| Серебро | Абдула Азимов                                                              | Спортивная гимнастика     | Мужчины, упражнения на коне             |
| Серебро | Антон Фокин                                                                | Спортивная гимнастика     | Мужчины, упражнения на брусьях          |
| Серебро | Оксана Чусовитина                                                          | Спортивная гимнастика     | Женщины, опорный прыжок                 |
| Серебро | Леонид Андреев                                                             | Лёгкая атлетика           | Мужчины, десятиборье                    |
| Серебро | Александра Котлярова                                                       | Лёгкая атлетика           | Женщины, тройной прыжок                 |
| Серебро | Никита Рафалович                                                           | Тхэквондо                 | Мужчины, до 74 кг                       |
| Серебро | Максим Рафалович                                                           | Тхэквондо                 | Мужчины, до 80 кг                       |
| Серебро | Дмитрий Шокин                                                              | Тхэквондо                 | Мужчины, свыше 87 кг                    |
| Бронза  | Бесики Салдадзе                                                            | Борьба                    | Мужчины, греко-римская борьба, до 80 кг |
| Бронза  | Ихтиёр Наврузов                                                            | Борьба                    | Мужчины, вольная борьба, до 65 кг       |
| Бронза  | Умиджон Исманов                                                            | Борьба                    | Мужчины, вольная борьба, до 86 кг       |
| Бронза  | Мирзохид Фармонов                                                          | Дзюдо                     | Мужчины, до 66 кг                       |
| Бронза  | Рамзиддин Саидов                                                           | Дзюдо                     | Мужчины, до 100 кг                      |
| Бронза  | Абдулло Тангриев                                                           | Дзюдо                     | Мужчины, свыше 100 кг                   |
| Бронза  | Махлиё Тогоева                                                             | Тяжёлая атлетика          | Женщины, до 48 кг                       |
| Бронза  | Улугбек Алимов                                                             | Тяжёлая атлетика          | Мужчины, до 85 кг                       |
| Бронза  | Сардорбек Дусмуротов                                                       | Тяжёлая атлетика          | Мужчины, до 105 кг                      |
| Бронза  | Анастасия Сердюкова                                                        | Художественная гимнастика | Женщины, личное первенств               |
| Бронза  | Иван Зайцев                                                                | Лёгкая атлетика           | Мужчины, метание копья                  |
| Бронза  | Надия Дусанова                                                             | Лёгкая атлетика           | Женщины, прыжки в высоту                |
| Бронза  | Юлия Тарасова                                                              | Лёгкая атлетика           | Женщины, семиборье                      |